# Jordi Bonet i Armengol
Jordi Bonet i Armengol (Barcelona, 1925 - 20 de junho de 2022) foi um arquitecto espanhol, filho do também arquitecto Lluís Bonet i Garí, um dos continuadores do Templo Expiatório da Sagrada Família. Diplomado em 1949, prosseguiu o estilo de Antoni Gaudí em algumas das suas obras: igreja de Vinyoles d'Orís, Osona (1955), de Sant Medir, Barcelona (1960), de Santa Maria de la Fortesa, Anoia (1962). Posteriormente realizou o edifício Aiscondel e a escola Sant Gregori, em Barcelona, e o auditório Pau Casals, em El Vendrell (1981).
Director-geral do Património Artístico da Generalidat de Catalunya (1981-1984), desde 1987 é o director das obras da Sagrada Família. Em 1998 foi nomeado presidente da Real Acadèmia Catalana de Belles Arts de Sant Jordi. Recebeu os prémios Ciutat de Barcelona pela restauração do edifício da Fundació Enciclopèdia Catalana, Domènech i Montaner do Institut d'Estudis Catalans pelo seu livro El último Gaudí (1999) e a Cruz de Sant Jordi da Generalitat de Catalunya. Autor também de La Arquitectura al servicio de la Música (1986) e Templo de la Sagrada Familia (1992).